# 两广野桐
两广野桐（学名：Mallotus barbatus var. croizatianus）为大戟科野桐属下的一个变种。